# Хомина могила
Хомина Могила — скіфський курган кінця 4 ст. до н. е., розташований за 4 км від кургану Чортомлик (Дніпропетровська область), поблизу міста Покров.

## Історія дослідження
Досліджувала курган експедиція під керівництвом відомого археолога Б. Мозолевського у 1970 році.

## Опис кургану та знахідок
Висота кургану — 3,2 метра, діаметр — 34-44 метра.
На місці розкопок було знайдено три поховання. Одне з них у самому кургані — це було поховання юнака з набором зброї та портупейним паском із срібних платівок. В окремій ніші було покладено вуздечку коня, на якій, крім залізного нахрапника, не було жодних прикрас. Це поховання було непограбованим.
Дві гробниці IV ст. до н. е., що містилися під курганом, належали чоловікові та жінці. Вони були пограбовані, хоча і не повністю. Там вціліли два набори вуздечок роботи фракійців — західних сусідів скіфів. Один з наборів був срібним і складався з прямокутних та круглих платівок, а у другому срібні платівки були вкриті тонкими листками золота. Також була знайдена невелика золота скульптурка дикого кабана. У жіночому похованні знайдено близько ста золотих платівок та дві срібні посудини для вина.